# Louis Duport
Louis-Antoine Duport (Parigi, 1781 – Parigi, 19 ottobre 1854) è stato un ballerino e coreografo francese.

## Biografia
Allievo di Jean-François Coulon, esordì al Théâtre de l'Ambigu-Comique insieme alla sorella Marie-Adélaïde e nel 1880 [questa data non ha senso] fu scritturato dall'Opéra di Parigi. Pur diventando premier danseur della compagnia, la sua carriera risentì della rivalità con Auguste Vestris che, anche se vent'anni più vecchio di lui e non più brillantissimo, continuava a dominare l'Opéra. Nel 1809 lasciò l'Opéra e, passando per Vienna, giunse a San Pietroburgo, insieme ad altri artisti esuli dalla Francia napoleonica, tra cui Marguerite-Joséphine Weimer. In Russia Duport ottenne uno straordinario successo, tanto da essere menzionato da Lev Tolstoj in Guerra e pace:

– Oh, oui... – ripose Nataša.»
(Lev Tolstoj, Guerra e pace, trad. Leone Pacini Savoj e Maria Bianca Luporini)
In Russia infatti danzò al Teatro Bol'šoj Kamennyj e al Teatro dell'Ermitage, ottenendo straordinari successi con i balletti di Charles Didelot e Charles Le Picq, oltre a comporre diversi balletti originali, tra cui Gli amori di Venere e Adone. Come ballerino era molto apprezzato per i suoi balloon e le pirouette, eseguite sempre en pointe, tanto che Didelot ampliò per lui le variazioni maschili nel suo Zéphire et Flora. Dopo essere rimasto a San Pietroburgo fino al 1812, si trasferì a Napoli, dove insegnò brevemente danza, e poi tornò a Vienna per dirigere il Theater am Kärntnertor. Nel 1813 sposò la ballerina austriaca Thérèse Neumann, sua partner abituale sulle scene. Fu durante il periodo della sua direzione che il teatro ospitò la prima assoluta della Nona sinfonia di Ludwig van Beethoven. Trascorse i vent'anni seguenti dividendosi tra Napoli, Londra e Torino, dove portò al debutto una dozzina di balletti. Nel 1836 tornò a Parigi e si ritirò a vita privata fino alla morte nel 1853. Fu sepolto al Cimitero di Père-Lachaise.